# Zygonychidium gracile
Zygonychidium gracile es la única especie del género Zygonychidium, en la familia Libellulidae.
Z. gracile solo se ha encontrado en un tramo del río Bandama en Costa de Marfil. Son característicos sus cercos extremadamente largos.